# Trioxiphus flavescens
Trioxiphus flavescens är en insektsart som beskrevs av Boulard 1979. Trioxiphus flavescens ingår i släktet Trioxiphus och familjen hornstritar. Inga underarter finns listade i Catalogue of Life.